# Georgij Bulatsel

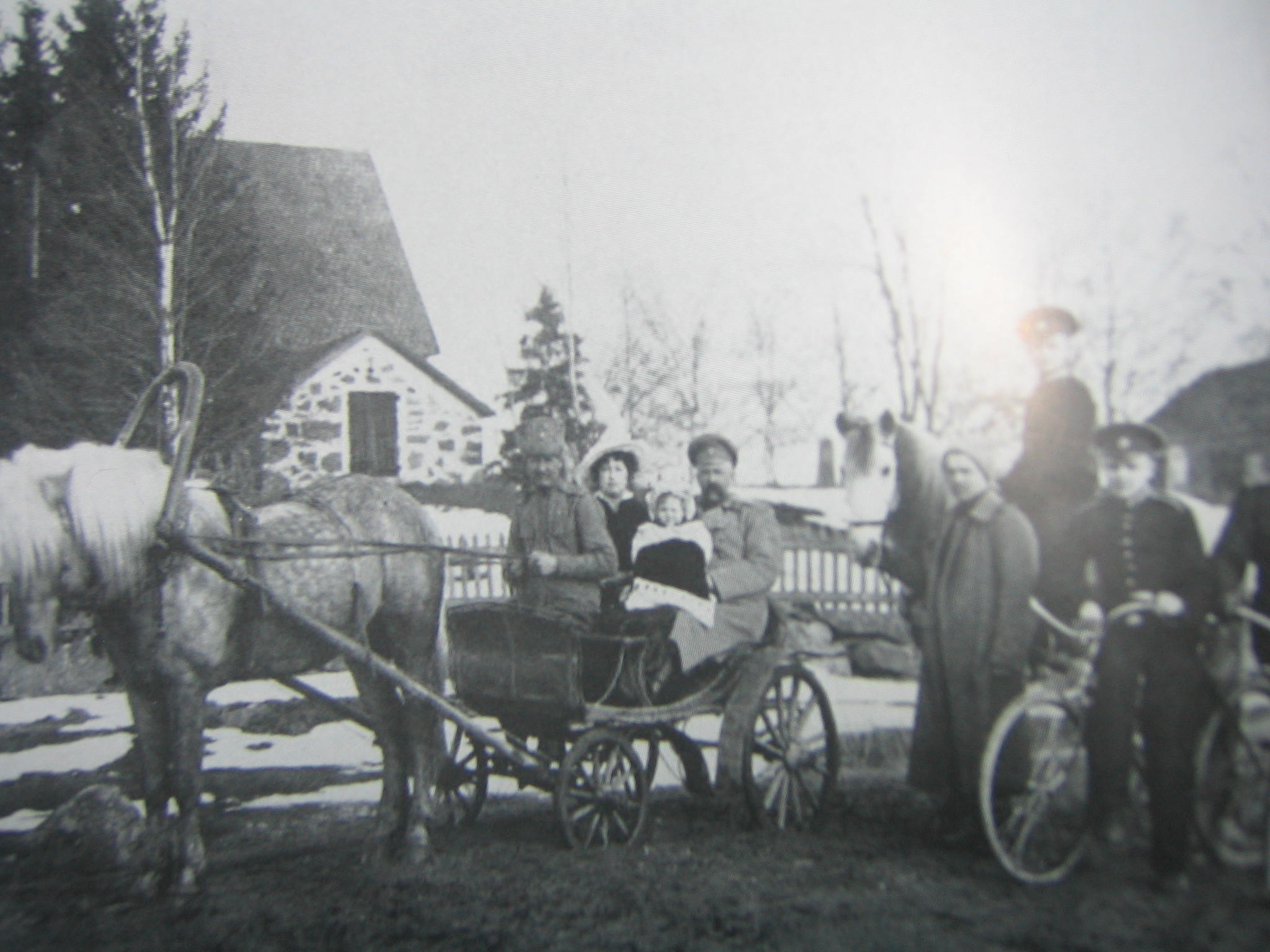
Georgij Bulatsel med familj och tjänare i Kumo före inbördeskriget.

Georgij Viktorovitj Bulatsel, född 1875, död 28 april 1918, var en rysk överstelöjtnant på den röda sidan i finska inbördeskriget.
Bulatsel var officersson som deltog i rysk-japanska kriget 1904-05 och förflyttades till Finland före första världskriget. Under kriget kämpade Bulatsels regemente mot tyskarna på ostfronten. När han insjuknade förflyttades han tillbaka till Finland. Där utnämndes han först till bataljonschef, sedan till chef för 421. regementet.
I februari 1918 blev han chef för 106. divisionens 1. brigad i Tammerfors, dvs. efter inbördeskrigets utbrott. Han var rådgivare åt Hugo Salmela, efter att denne efterträtt Michail Svetjnikov som frontchef i slutet av februari.
Bulatsel organiserade de rödas anfall på den västra fronten och försvaret av Tammerfors.
Han ordnade att artillerispecialisten Rosnatovskij kom till Tammerfors från Tavastehus. 
Bulatsel tillfångatogs och avrättades efter Tammerfors fall. Han är begravd på Kalevankangas.